# Atrichum longifolium
Atrichum longifolium är en bladmossart som beskrevs av Jules Cardot, Hugh Neville Dixon och Hirendra Chandra Gangulee 1969. Atrichum longifolium ingår i släktet sågmossor, och familjen Polytrichaceae. Inga underarter finns listade i Catalogue of Life.